# Torneo Acropolis 1989
Il Torneo Acropolis 1989 si è svolto dal 3 al 5 giugno 1989.

Gli incontri si sono svolti nell'impianto ateniese Stadio della pace e dell'amicizia.

## Squadre partecipanti
1. Atlantic Coast Conference
2. Grecia
3. Italia
4. Paesi Bassi

## Risultati
| Atene 3 giugno | Grecia | 82 – 59 | Paesi Bassi | Stadio della pace e dell'amicizia |

| Atene 3 giugno | Italia | 106 – 83 | Atlantic Coast Conference | Stadio della pace e dell'amicizia |

| Atene 4 giugno | Grecia | 88 – 81 | Atlantic Coast Conference | Stadio della pace e dell'amicizia |

| Atene 4 giugno | Italia | 86 – 75 | Paesi Bassi | Stadio della pace e dell'amicizia |

| Atene 5 giugno | Grecia | 93 – 80 | Italia | Stadio della pace e dell'amicizia |

| Atene 5 giugno | Atlantic Coast Conference | 121 – 103 | Paesi Bassi | Stadio della pace e dell'amicizia |

## Classifica Finale
| -  | Team        | PT | Formazioni |
| -- | ----------- | -- | --- |
| 1. | Grecia      | 6  | |
| 2. | Italia      | 4  | Gentile · Riva · Dell'Agnello · Magnifico · Binelli · Gracis · Costa · Iacopini · Vescovi · D'Antoni · Carera · Morandotti · Bosa · Brunamonti All. Gamba |
| 3. | A.C.C.      | 2  | |
| 4. | Paesi Bassi | 0  | |